# Carl Alfred Meier
Carl Alfred Meier (19 de abril de 1905, en Schaffhausen, Suiza-1995) fue un psiquiatra suizo, analista junguiano y erudito.

## Biografía
Fue el primer presidente del C.G. Jung-Institut Zürich. Como sucesor de Carl Gustav Jung, ocupó la Cátedra de Profesor Honorario de Psicología en la Escuela Politécnica Federal de Zúrich en 1949. Más tarde, cofundador del Centro Clínico y de Investigación de Psicología Junguiana, en Zürichberg.
El profesor Meier nació en Schaffhausen, Suiza. En 1924 ingresó en la Universidad de Zúrich. En el semestre de invierno de 1927, Meier viajó a París para estudiar en la Facultad de Medicina de la Universidad de París. Más tarde, en 1928, viajó a Viena para estudiar en la Clínica Psiquiátrica de la Universidad de Viena, que es denominada Steinhof, y asistir a las conferencias de Julius Wagner-Jauregg. También estuvo interesado en los trabajos de Sigmund Freud y fue más tarde invitado por un colega de Steinhof a asistir a los seminarios de los miércoles organizados por Freud. En 1931 comienza a estudiar psiquiatría bajo la tutela de H. W. Maier en Burghölzli.

## Obra
- A Testament to the Wilderness, C. A. Meier, ISBN 3-85630-502-5
- Consciousness (Psychology of C.G. Jung, Vol 3), C. A. Meier, ISBN 0-938434-12-8
- Healing Dream and Ritual: Ancient Incubation and Modern Psychotherapy, C. A. Meier, ISBN 3-85630-629-3
- Jung and analytical psychology, C. A. Meier, ASIN B0007DOKTM
- Jung and Analytical Psychology, C. A. Meier, ISBN 1-4254-8361-5
- Personality and Typology (Psychology of C.G. Jung, Vol 4), C. A. Meier, ISBN 0-938434-71-3
- Personality: The Individuation Process in Light of C.G. Jung's Typology, C. A. Meier, David N. Roscoe (traductor), ISBN 3-85630-549-1
- Soul and Body: Essays on the Theories of C.G. Jung, C. A. Meier, ISBN 0-932499-00-7
- The Meaning and Significance of Dreams (Psychology of C.G.Jung, Vol 2), C. A. Meier, ISBN 0-938434-11-X
- The Unconscious in Its Empirical Manifestations, C. A. Meier, Eugene Rolfe (traductor), ISBN 0-938434-68-3
- The Unconscious in Its Empirical Manifestations (Psychology of C.G. Jung, Vol 1), C. A. Meier, ISBN 0-938434-10-1
- Traum und Symbol, C. A. Meier, ASIN B0007DSWQE